# Aya Endō
Aya Endō (遠藤 綾, Endō Aya) é uma dubladora japonesa nascida em 17 de Fevereiro de 1980 na prefeitura de Yamagata, Japão.

## Trabalhos

### Anime

#### 2005
- Emma - Um Romance Vitoriano (Mary)
- Oku-sama wa Joshi Kōsei (Kasumi Horiguchi)

#### 2006
- Inukami! (Imari)
- Zegapain (Misaki Sogoru)
- TOKKO (Yukino Shiraishi)
- Fushigiboshi no Futagohime (Trowa)

#### 2007
- Emma - Um Romance Vitoriano - Segunda Temporada (Mary)
- KISS DUM -ENGAGE planet- (Noa Rukina)
- Mobile Suit Gundam 00 (Kinue Crossroad)
- MapleStory (Nina)
- Lucky☆Star (Miyuki Takara)

#### 2008
- Shugo Chara! (Eriko Ōtomo)
- Sekirei (Matsu)
- Neo Angelique Abyss (Angelique)
- Blassreiter (Meifong Liu)
- Pokémon Diamond & Pearl (Sumomo/Maylene)
- Macross Frontier (Sheryl Nome)

#### 2009
- Kanamemo (Yūki Minami)
- Genji Monogatari Sennenki (Murasaki no Ue)
- Sora Kake Girl (Itsuki Kan'nagi)
- NEEDLESS (Cruz Shield)
- Basquash! (Spanky)
- Hanasakeru Seishōnen (Kajika Louisa Kugami Burnsworth)

#### 2010
- Ikkitōsen Xtreme Xecutor (Bacho Moki)
- Katanagatari (Biyorigō)
- Sekirei ~Pure Engagement~ (Matsu)[1]
- So Ra No Wo To (Felicia Heideman)[2]
- Toaru Majutsu no Index II (Orsola Aquinas)
- Battle Spirits Shōnen Gekiha Dan (Kenzō Hyōdō)

#### 2011
- Yumekui Merry (Play Threepiece)[3]
- Kami-sama no Memo-chō (Sayuri Kuroda)
- Mobile Suit Gundam AGE (Emily Armond, Haro)
- Guilty Crown (Arisa Kuhōin)[4]

#### 2013
- Hunter x Hunter (Komugi)

2017
- Boruto: Naruto Next Generations (Sumire Kakehi)

### Jogos
- Canvas3 ~Tanshoku no Pastel~ (2009) (Nanami Chigusa)
- Sekirei ~Mirai kara no Okurimono~ (2009) (Matsu)
- Canvas3 ~Nanairo no Kiseki~ (2010) (Nanami Chigusa)
- The Seven Deadly Sins: Grand Cross (2019) (Valenty)
- Genshin Impact (2022) (Yelan)

## Ligações Externas
- Blog Oficial (em japonês)
- Perfil na Office PAC (em japonês)